# 椎名由香
椎名 由香（しいな ゆか、1971年12月15日 - ）は、日本の元女子プロレスラー。埼玉県大宮市（現：さいたま市）出身。NEO女子プロレス所属。

## 所属
- 全日本女子プロレス（1992年 - 1993年）
- 全日本女子プロレス（1994年 - 1997年）
- ネオ・レディース（1997年 - 2000年）
- NEO女子プロレス（2000年 - 2006年）

## 経歴・戦歴
1992年
- 11月19日、東京・葛飾区総合スポーツセンターにおいて、対渡辺真美戦で全日本女子プロレスからデビュー。

1997年
- ネオ・ジャパン・レディース・プロレスリング（現NEO女子プロレス）に所属。

1998年
- 10月から頸椎を痛め、以後長期欠場。

1999年
- 長期欠場。

2000年
- 長期欠場。

2001年
- 3月、復帰。以後は若手の壁として存在感を示した。

2005年
- 6月5日、新木場1stRING（“息吹”第1回大会）において、夏樹☆ヘッドと対戦。腕ひしぎ逆十字でギブアップ勝ち。
- 7月3日、後楽園ホール大会で、ミッドサマータッグトーナメントのパートナーに木村響子と組んで出場するつもりが、木村が千春と組んでしまったため、夏樹☆ヘッドをパートナーに指名する。
- 7月24日、東京キネマ倶楽部（ミッドサマータッグトーナメント1回戦）において、田村欣子、仲村由佳組と対戦。夏樹が田村のパトリオットバスターで敗れる。
- 7月31日、新木場1stRING（“息吹”第2回大会）において、バンビと対戦。腕ひしぎ逆十字固めでギブアップ勝ち。
- 8月18日、札幌テイセンホールにおいて、タニー・マウスと対戦。前方回転エビ固めを潰され敗れる。
- 9月18日、後楽園ホール大会において、夏樹☆ヘッドと組んで、吉田万里子、木村響子組と対戦。夏樹が木村のクロスフェースオブ未来でギブアップ負け。
- 9月23日、新木場1stRING（“息吹”第3回大会）において、市井舞と対戦。裏逆十字でギブアップ勝ち。
- 11月13日、新宿FACE（“息吹”第4回大会）において、渡辺菜穂と対戦。腕ひしぎ逆十字でギブアップ勝ち。
- 12月11日、後楽園ホール大会において、渋谷シュウと組んで、ザ・ブラディー、ファング鈴木組と対戦。ブラディーの裏拳で敗れる。

2006年
- 初頭に再び首を痛めてしまう。
- 1月9日、後楽園ホール大会において、夏樹☆ヘッドと組んで、吉田万里子、佐藤綾子組と対戦。夏樹がトリプルサイクロンで佐藤から勝つ。
- 1月22日、東京・キネマ倶楽部（NEO STAGE06）において、輝優優と対戦。敗れる。
- 5月5日、後楽園ホール大会において、中川ともかと組んで、春山香代子、渋谷シュウ組と対戦。中川が春山のダイビング・ギロチンドロップで敗れる。
- 6月17日、東京・板橋グリーンホールにおいて、阿部幸江と組んで、仲村由佳、春山香代子組と対戦。阿部が仲村から勝利。
- 9月10日、新木場1stRING（“息吹”大会）において、渋谷シュウと組んで、伊藤薫、希月あおい組と対戦。15分の時間切れ引き分け。
- 9月17日、後楽園ホール大会で、年内限りでの引退を表明。
- 12月8日、長野・佐久創造館において、吉田万里子と対戦。足4の字固めでギブアップ負け。
- この年をもって現役生活を引退。長期欠場が長かった選手ではあったが、14年間の長きに渡りプロレスラーとして活躍した。

## 得意技
- ジャンピング・ラリアット
- STF
- STS（ステップ・オーバー・トーホールド・ウィズ・シイナ）

STFとドラゴン・スリーパーの複合。
- ラ・マヒストラル
- 腕ひしぎ逆十字固め
- ぶら下がり式腕ひしぎ逆十字

ロープ際で腕ひしぎ逆十字にいき、エプロンに逆さ吊りになって絞め上げる。
- スリーパーホールド

## タイトル歴
- 北沢タウンホール認定タッグ王座

## 入場テーマ曲
- 「Stage Fight」「全日本女子プロレス・ヤング・ファイト集」に収録。
- 「TIME AFTER TIME」